# Bibliothèque nationale d'Estonie
La Bibliothèque nationale d'Estonie (en estonien : Eesti Rahvusraamatukogu) est une institution publique nationale de l'Estonie. Elle est située au 2 rue Tõnismägi, sur la colline Tõnismäe dans l'arrondissement de Kesklinn de la capitale Tallinn.

## Fonctions
Elle est l'une des plus importantes installations publiques pour la préservation et la transmission de la culture estonienne.
Elle a été établie comme bibliothèque parlementaire d'Estonie le 21 décembre 1918.
La Bibliothèque nationale d'Estonie est :
- une bibliothèque nationale, recueillant, archivant et rendant accessible au public les documents publiés en Estonie ou publiés sur l'Estonie quelle que soit leur lieu de publication, maintenant les bases de données bibliographiques nationales et agissant comme agence estonienne des ISSN, ISBN et ISMN[2]
- une bibliothèque parlementaire, comme centre de service d'information pour le Riigikogu, Le Gouvernement de la République, les services de la Présidence de la république d'Estonie, et les services de l'État
- une bibliothèque pour la recherche, comme source d'information pour les activités de recherche en littérature et en sciences humaines et sociales
- un centre de recherche et développement, en sciences de l'information et des bibliothèques et en science de l'information[3],[4]
- un centre culturel, organisant des expositions littéraires ou artistiques, des conférences, concerts et autres activités culturelles

## Services
La bibliothèque offre ses services dans les domaines suivants :
- Lettres : histoire, ethnologie, philosophie, folklore, psychologie, religion, culture, linguistique, Littérature estonienne, littérature étrangère, arts, musique, cinématographie, théâtre, etc.
- Sciences humaines : économie, loi, politique, sciences politiques, sociologie, etc.
- Organisations internationales : Union européenne, Organisation mondiale du commerce, Organisation mondiale de la santé, Nations unies, Fonds monétaire international, etc.
- Cours internationales : Cour de justice de l'Union européenne, Cour internationale de justice, etc.
- Sciences de l'information : Science de l'information, Sciences de l'information et des bibliothèques, etc.
- Cartographie et Géographie

## Architecture
Le bâtiment principal de la Bibliothèque nationale est construit au 2 rue Tõnismägi à Tallinn. Il a été conçu par l'architecte Raine Karp spécialement pour la bibliothèque. L'intérieur a été décoré par Sulev Vahtra. Le bâtiment est construit sur 8 étages avec deux étages en sous-sol. C'est la plus grande bibliothèque des pays baltes. Elle offre 20 salles de lecture et 600 sièges pour les lecteurs, un grand amphithéâtre pour le centre de conférences, une salle de théâtre et de nombreux espaces d'expositions. Les rayons de la bibliothèque peuvent accueillir 5 millions d’ouvrages.